# Aurora Pro Patria
Aurora Pro Patria ist ein italienischer Fußballklub aus der lombardischen Stadt Busto Arsizio, 25 km nördlich von Mailand. Die Mannschaft wird auch I Tigrotti (Die kleinen Tiger) genannt. Gespielt wird im Stadio Carlo Speroni, welches 4.200 Zuschauern Platz bietet.

## Geschichte
Gegründet wurde der Verein 1919 unter dem Namen Pro Patria et Libertate (Für das Vaterland und die Freiheit), die Vereinsfarben sind Blau und Weiß.
Pro Patria gehörte in den Jahren von 1929 bis 1933 und von 1947 bis 1956 der italienischen Serie A an. Aktuell spielt der Verein in der Drittklassigen Lega Pro Prima Divisione.
Bei einem Freundschaftsspiel des Clubs gegen die AC Mailand am 3. Januar 2013 beleidigten Anhänger von Pro Patria den Mailänder Spieler Kevin-Prince Boateng und einige seiner Mitspieler mit rassistischen Gesten und Rufen, bis dieser bereits in der 26. Minute das Spielfeld verließ und sich weigerte, die Partie fortzusetzen. Da viele seiner Mitspieler es ihm gleichtaten, wurde das Spiel abgebrochen.

## Ehemalige Spieler
- Gabriele Ambrosetti
- Carlo Annovazzi
- Eugenio Bersellini
- Luca Bucci
- Dino Fava
- Annibale Frossi
- Guilherme
- László Kubala
- András Kuttik
- Saul Malatrasi
- Vedin Musić
- Luciano Re Cecconi
- Tommaso Rocchi
- Stefano Tacconi
- Vincenzo Sarno
- Mario Varglien

## Trainer
- András Kuttik (1926–1927), Spielertrainer
- Paolo Barison (1977–1978)
- Patrizio Sala (2003–2005)